# Mount Steamer
Mount Steamer är ett berg i Australien. Det ligger i regionen Southern Downs och delstaten Queensland, omkring 99 kilometer sydväst om delstatshuvudstaden Brisbane. Toppen på Mount Steamer är 1 173 meter över havet.
Runt Mount Steamer är det mycket glesbefolkat, med 5 invånare per kvadratkilometer.. 
I omgivningarna runt Mount Steamer växer i huvudsak städsegrön lövskog. Genomsnittlig årsnederbörd är 1 402 millimeter. Den regnigaste månaden är januari, med i genomsnitt 269 mm nederbörd, och den torraste är september, med 37 mm nederbörd.